# Nak (plaats)
Nak is een plaats (község) en gemeente in het Hongaarse comitaat Tolna. Nak telt 679 inwoners (2001).